# فرودگاه روره‌ناباکه
فرودگاه روره‌ناباکه (به انگلیسی: Rurrenabaque Airport) یک فرودگاه همگانی با کد یاتا RBQ است که یک باند فرود آسفالت دارد و طول باند آن ۱۹۲۵ متر است. این فرودگاه در کشور بولیوی قرار دارد و در ارتفاع ۲۷۴ متری از سطح دریا واقع شده است.

## شرکت‌های هواپیمایی و مقصدهای پروازی
| شرکت‌های هواپیمایی              | مقصدهای پروازی                    |
| ------------------------------ | --------------------------------- |
| Amaszonas                      | ال آلتو، ستوان خورخه هنریش آرائوز |
| TAM - Transporte Aéreo Militar | ال آلتو                           |